# Biodiplomacia

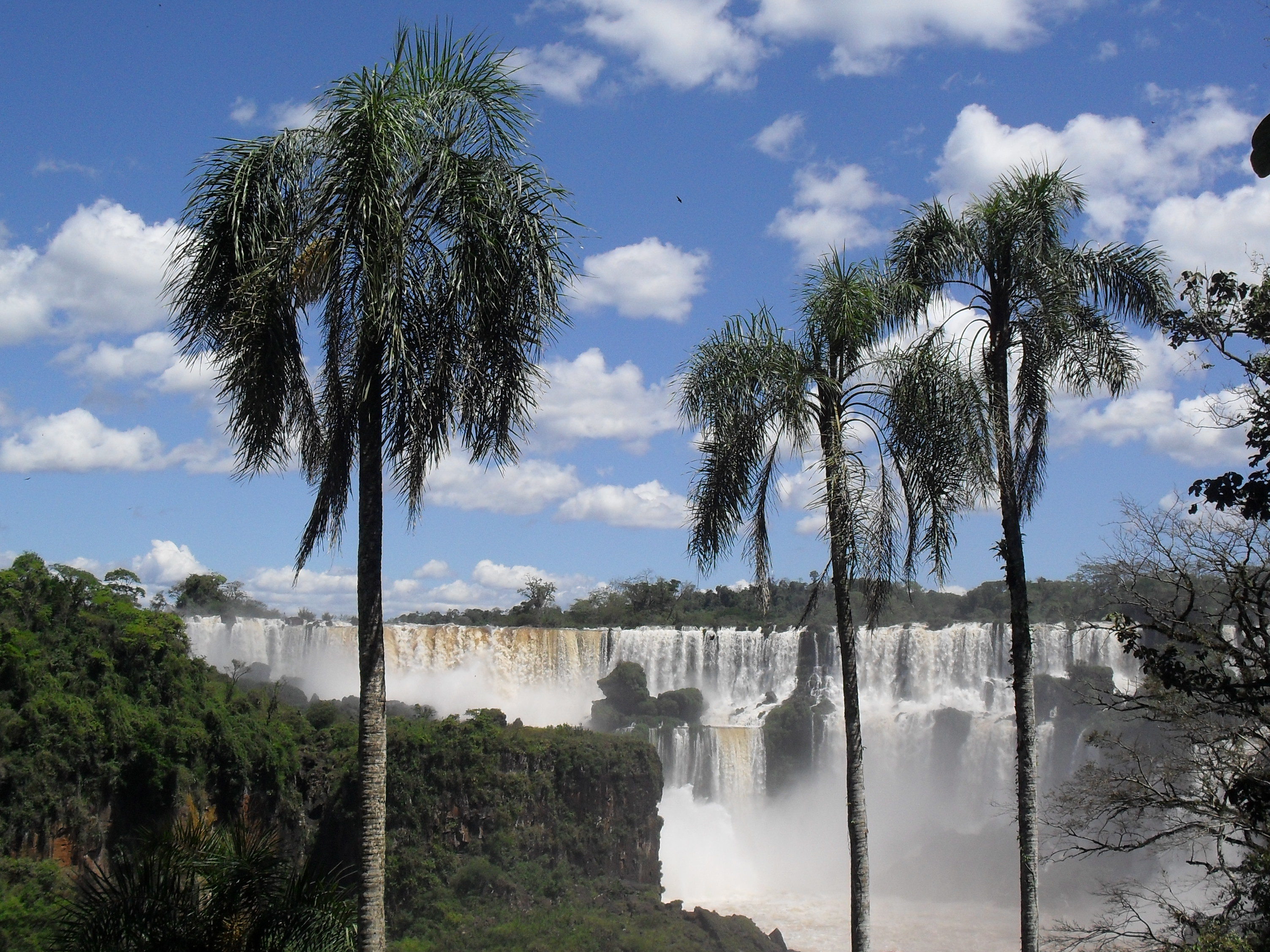
Vista de las Cataratas del Iguazú entre Argentina y Brasil. Uno de los objetivos de la biodiplomacia es la cooperación internacional para la preservación de los recursos hídricos.

La biodiplomacia es una parte  de la teoría de la biopolítica de la profesora Agni Vlavianos Arvanitis. Según ella, la biodiplomacia es un marco, un camino político del mundo diplomático, para organizar y discutir planes y acciones para la paz y la comprensión internacionales que tengan en cuenta las amenazas a los ecosistemas y el medio ambiente. Esta biodiplomacia tiene que ver con el refuerzo de la cooperación internacional en asuntos medioambientales y apoya activamente los esfuerzos para mantener la diversidad biológica y cultural.
La biodiplomacia busca mejorar las relaciones humanas y lograr la paz mundial reemplazando las actitudes diplomáticas actuales por una perspectiva internacional e intercultural completa. La biodiplomacia adopta el principio de defensa de los sistemas biológicos como la prioridad nacional e internacional. La profesora Vlavianos Arvanitis destaca que la práctica de este tipo de diplomacia —de manera coordinada en los niveles internacional, nacional, regional, y local— aumentará la cooperación entre los pueblos del mundo y puede animar la cooperación internacional medioambiental en asuntos como la mitigación del calentamiento mundial, gestión de la contaminación, gestión de recursos hídricos, bosques y océanos. 
La biodiplomacia reconoce que la diferenciación cultural constituye una riqueza para el género humano, que es una parte de los sistemas biológicos, donde el ADN  —el código genético de cada organismo viviente— es el vínculo que conecta a todas las formas de vida.